# Бреза (город)
Бреза (хорв. Breza, босн. Breza, серб. Бреза) — город в Боснии и Герцеговине, административный центр одноименной общины. Административно является частью Зеницко-Добойского кантона Федерации Боснии и Герцеговины.

## История
Бреза как поселение впервые упоминается в документах, датируемых 2 веком, как Хедум Кастелум (Обитаемый замок). Древний город был столицей печально известных даэситов, ильрийского племени, которое контролировало большую часть территории современной центральной Боснии до того, как было разгромлено римлянами.

## География
По данным переписи населения 2013 года, население муниципалитета составляет 14 564 человека.

## Образование
В муниципалитете есть три начальные школы и две средние школы, одна из которых является гимназией, а другая - техническим/профессиональным училищем.